# Moynet 360
Die Moynet 360 (auch Sud Aviation/Matra M 360 Jupiter) ist ein zweimotoriges Flugzeug des französischen Herstellers Matra.

## Geschichte
Der französische Pilot, Kriegsheld im Zweiten Weltkrieg, Politiker, Autorennfahrer und Rennwagenkonstrukteur André Moynet entwarf das Flugzeug ab 1957. Die Fachpresse berichtete 1961 über die Planung.
Im Juni 1963 stellte Matra die vier- bis fünfsitzige GAP-Matra M-360 Jupiter auf dem Luftfahrtsalon von Paris in Le Bourget vor, am 17. Dezember 1963 führten Andre Moynet and Lucien Tieles den Erstflug durch. Ein sechs- bis siebensitziger zweiter Prototyp, der mit leistungsstärkeren 290-PS-Lycoming-IO-540-Triebwerken ausgerüstet war, flog erstmals am 23. Mai 1965.

## Technische Daten

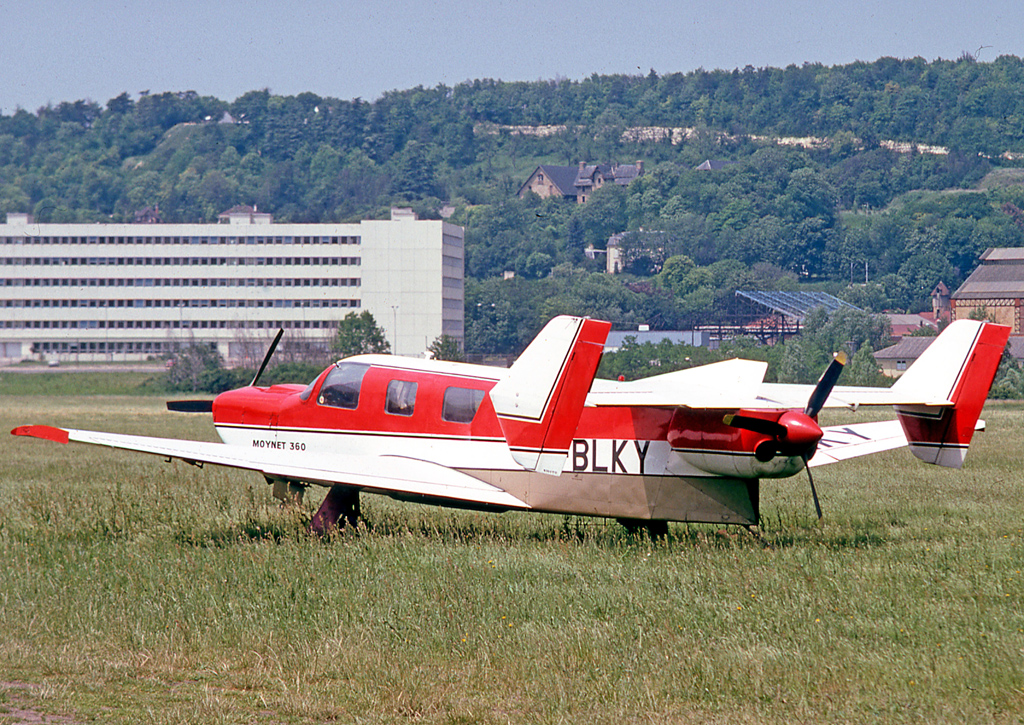
F-BLKY im Juni 1977

| Kenngröße             | Daten des zweiten Prototyps              |
| --------------------- | ---------------------------------------- |
| Besatzung             | 2                                        |
| Passagiere            | 5                                        |
| Länge                 | 8,77 m                                   |
| Spannweite            | 11,49 m                                  |
| Höhe                  | 2,46 m                                   |
| Flügelfläche          | 16,81 m²                                 |
| Flügelstreckung       | 7,9                                      |
| Leermasse             | 1338 kg                                  |
| max. Startmasse       | 2390 kg                                  |
| Reisegeschwindigkeit  | 338 km/h in 1830 m                       |
| Höchstgeschwindigkeit | 363 km/h auf Meereshöhe                  |
| Reichweite            | 2060 km in 4500 m und 45 % Leistung      |
| Triebwerke            | 2 × Lycoming IO-540, 290 PS (ca. 210 kW) |

## Erhaltene Flugzeuge
Beide gebauten Moynet 360 sind erhalten; der erste Prototyp gehört zum Bestand des Musée de l’air et de l’espace in Le Bourget.
Nach einer grundlegenden Restaurierung flog der zweite Prototyp F-BLKY am 26. Juli 2018 erstmals wieder nach 30 Jahren.

## Vergleichbare Typen
- Cessna 336 Skymaster, Erstflug Februar 1961